# Avid Technology

Logotipo de Avid.

Avid Technology es una empresa estadounidense de soluciones para la creación, gestión y distribución de contenidos digitales no lineales. 
En 1989 presentó la edición digital no lineal con el sistema Avid Media Composer que revolucionó el proceso de postproducción. 
Sus soluciones para cine, vídeo, audio, animación, juegos y broadcast están avaladas por sus más de 200 patentes y el reconocimiento de toda la industria, con premios como el Oscar, así como varios Grammy y Emmy. Es una empresa integrada en AITE.